# Stad der Hoofdsteden
De Stad der Hoofdsteden (Russisch: Город Столиц; Gorod Stolits) is een complex op perceel 9 van het zakendistrict Moscow-City in de Russische hoofdstad Moskou.
Het complex heeft een vloeroppervlak van 288.680 m² en een oppervlak van 1,273 hectare en bestaat uit de 302 meter hoge toren "Moskou" (73 verdiepingen) en de 257 meter hoge toren "Sint-Petersburg" (62 verdiepingen), die de beide historische Russische hoofdsteden moeten symboliseren. Daartussen bevindt zich een 75 meter hoog gebouw van 18 verdiepingen, die de beide gebouwen verbindt. Van juli 2008 tot juli 2012 was de toren "Moskou" het hoogste gebouw van Europa, nadat deze de Naberezjnajatoren voorbij was gestreefd. De "Moskou" werd als hoogste toren van Europa op zijn beurt voorbijgestreefd door The Shard in Londen, die op 5 juli 2012 geopend werd.
De bouw van het complex startte in 2003, maar werd stilgelegd omdat het ontwerp moest worden aangepast. In 2005 werd de bouw hervat en de voltooiing werd vervolgens gepland voor 2008, maar door de kredietcrisis raakte eigenaar Capital Group in betalingsproblemen, zodat Sberbank in 2009 een deel verkreeg. De bouw werd echter wel voortgezet.
De beide torens bestaan uit meerdere componenten, die elk een aantal verdiepingen omvatten en verschillende benamingen (niveaus) hebben: Van onder naar boven (boven het stylobaatgedeelte) 'Bellevue', 'Sky', 'Star' en 'Galaxy' (alleen Moskoutoren).
Meer dan de helft van de bovenste verdiepingen worden ingenomen door een vermaakscentrum, A-klasse kantoorruimte en grote appartementen. Van de beide torens bestaan de 4e tot de 17e verdieping uit kantoren. Het hele complex troont uit boven het hoofdgebouw (de stylobaat), dat onder de grond 6 verdiepingen en boven de grond 18 verdiepingen heeft en waar tot de eerste 4 verdiepingen boven de grond openbare functies als restaurants en bioscopen komen. In de bovenste verdiepingen van het hoofdgebouw moeten winkels, een fitnesscentrum, tentoonstellingsruimten en restaurants komen.
De locatie van de kantoren is bepaald op basis van studies naar andere zakencomplexen en zakencentra in andere delen van de wereld. Er is gekozen voor verdiepingen met een hoogte van 9 meter, zodat er ook grote open kantoren in kunnen worden geplaatst van 500 tot 3500 m². De kantoren zijn te bereiken vanaf de Krasnopresnenskaja-kade, een ondergrondse parkeerplaats en vanaf het winkelgebied.

## Overige kerngegevens
- totale oppervlakte: 288.680 m²
- oppervlakte van het openbare deel: 10.800 m²
- oppervlakte kantoren: 80.000 m²
- oppervlakte appartementen: 101.440 m²
- parkeergelegenheid: 2000 plaatsen
- voltooiing: gepland in 2009